# Dysschema praetides
Dysschema praetides là một loài bướm đêm thuộc phân họ Arctiinae, họ Erebidae.